# Micuru Sató
Micuru Sató (japonsky 佐藤 満, * 21. prosince 1961 v Hačirógatě (八郎潟町) (prefektura Akita) ) je bývalý japonský zápasník, volnostylař. V roce 1988 na olympijských hrách v Soulu v kategorii do 52 kg vybojoval zlatou medaili, o čtyři roky později na hrách v Barceloně šesté místo ve stejné kategorii. V roce 1986 vybojoval stříbro, v roce 1985 a 1987 bronz na mistrovství světa. V roce 1986 zvítězil na Asijských hrách.